# UCI Africa Tour
El UCI Africa Tour es una de las competiciones de ciclismo en ruta masculino en la que está dividida los Circuitos Continentales UCI. Como indica su nombre, hace referencia a las competiciones ciclistas profesionales realizadas en África que están dentro de estos Circuitos Continentales así como a los equipos ciclistas UCI ProTeam (segunda categoría) y Continentales (tercera categoría) registrados en dicho continente.
La calidad y complejidad de las competiciones es lo que determina la categoría de la misma y la cantidad de puntos otorgados a los ganadores. Las categorías de la UCI por nivel que se disputan en este "Tour" son:
- Pruebas de etapas: 2.1 y 2.2
- Pruebas de un día: 1.1 y 1.2
- Campeonatos Continentales: CC (además de las pruebas tradicionales en ruta y contrarreloj también puntúa una contrarreloj por naciones, con la misma consideración que la contrarreloj individual, único precedente en los Circuitos Continentales UCI)

Más los campeonatos nacionales que también son puntuables aunque no estén en el calendario.

## Palmarés

### Individual
| Palmarés individual UCI Africa Tour | Palmarés individual UCI Africa Tour                  | Palmarés individual UCI Africa Tour                 | Palmarés individual UCI Africa Tour                   | Palmarés individual UCI Africa Tour |
| Edición                             | Ganador individual (equipo del ganador)              | Segundo (equipo del segundo)                        | Tercero (equipo del tercero)                          |                                     |
| ----------------------------------- | ---------------------------------------------------- | --------------------------------------------------- | ----------------------------------------------------- | ----------------------------------- |
| 2005                                | Tiaan Kannemeyer ( Barloworld-Valsir)                | Ryan Cox ( Barloworld-Valsir)                       | Rabaki Jeremie Ouedraogo (sin equipo profesional)     |                                     |
| 2005-2006                           | Rabaki Jeremie Ouedraogo (sin equipo profesional)    | Rupert Rheeder (sin equipo profesional)             | Abdul Wahab Sawadogo (sin equipo profesional)         |                                     |
| 2006-2007                           | Hassan Ben Nasr (sin equipo profesional)             | Fahti Ahmed Atunsi (sin equipo profesional)         | Mohamed Ali Ahmed (sin equipo profesional)            |                                     |
| 2007-2008                           | Nicolas White ( MTN)                                 | Jay Robert Thomson ( MTN)                           | Robert Hunter ( Barloworld)                           |                                     |
| 2008-2009                           | Dan Craven ( Rapha Condor)                           | Jamie Ball ( House of Paint)                        | Guy Smet (sin equipo profesional)                     |                                     |
| 2009-2010                           | Abdelatif Saadoune (sin equipo profesional)          | Ian McLeod (sin equipo profesional)                 | Mouhssine Lahsaini (sin equipo profesional)           |                                     |
| 2010-2011                           | Adil Jelloul (sin equipo profesional)                | Daniel Teklehaymanot (sin equipo profesional)       | Azzedine Lagab (Pétrolier Algérie)                    |                                     |
| 2011-2012                           | Tarik Chaoufi (sin equipo profesional)               | Adil Jelloul (sin equipo profesional)               | Reinardt Janse van Rensburg (MTN)                     |                                     |
| 2012-2013                           | Adil Jelloul (sin equipo profesional)                | Hichem Chaabane (Sovac)                             | Essaïd Abelouache (sin equipo profesional)            |                                     |
| 2013-2014                           | Mekseb Debesay (Bike AID-Ride for help)              | Mouhssine Lahsaini (sin equipo profesional)         | Azzedine Lagab (G.S. Pétrolier Algérie)               |                                     |
| 2015                                | Salaheddine Mraouni (CMC-Centro Mundial de Ciclismo) | Mouhssine Lahsaini (Al Marakeb Cycling Team)        | Rafaâ Chtioui (Sky Dive Dubai)                        |                                     |
| 2016                                | Tesfom Okubamariam (Sharjah Team)                    | Adil Barbari (Al Nasr-Dubai)                        | Soufiane Haddi (Sky Dive Dubai)                       |                                     |
| 2017                                | Willie Smit (Vini Fantini-Nippo)                     | Meron Abraham (Team Salina)                         | Ahmed Amine Galdoune (Delio Gallina)                  |                                     |
| 2018                                | Joseph Areruya (Delko Marseille Provence KTM)        | Youcef Reguigui (Sovac-Natura4Ever)                 | Azzedine Lagab (Groupement Sportif Pétrolier Algérie) |                                     |
| 2019                                | Daryl Impey (Mitchelton-Scott)                       | Youcef Reguigui (Terengganu Inc-TSG)                | Ryan Gibbons (Dimension Data)                         |                                     |
| 2020                                | Daryl Impey (Mitchelton-Scott)                       | Biniam Girmay (NIPPO DELKO One Provence)            | Natnael Tesfatsion (NTT Continental)                  |                                     |
| 2021                                | Biniam Girmay (Intermarché-Wanty-Gobert Matériaux)   | Ryan Gibbons (UAE Emirates)                         | Kent Main (ProTouch)                                  |                                     |
| 2022                                | Biniam Girmay (Intermarché-Wanty-Gobert Matériaux)   | Louis Meintjes (Intermarché-Wanty-Gobert Matériaux) | Natnael Tesfatsion (Drone Hopper-Androni Giocattoli)  |                                     |
| 2023                                | Henok Mulubrhan (Green Project-Bardiani CSF-Faizanè) | Biniam Girmay (Intermarché-Wanty-Gobert Matériaux)  | Achraf Ed Doghmy (Kawkab AC Marrakech)                |                                     |
| 2024                                | Biniam Girmay (Intermarché-Wanty)                    | Henok Muleuberhan (Astana Qazaqstan Team)           | Alexandre Mayer (Saint Piran)                         |                                     |
| 2025                                | ( )                                                  | ( )                                                 | ( )                                                   |                                     |

### Equipos
| Palmarés equipos UCI Africa Tour | Palmarés equipos UCI Africa Tour | Palmarés equipos UCI Africa Tour | Palmarés equipos UCI Africa Tour     | Palmarés equipos UCI Africa Tour |
| Edición                          | Ganador                          | Segundo                          | Tercero                              |                                  |
| -------------------------------- | -------------------------------- | -------------------------------- | ------------------------------------ | -------------------------------- |
| 2005                             | Barloworld-Valsir                | Nippo                            | Konica Minolta                       |                                  |
| 2005-2006                        | Capec                            | Konica Minolta                   | Relax-GAM                            |                                  |
| 2006-2007                        | Barloworld                       | Dukla Trencin Merida             | Navigators Insurance                 |                                  |
| 2007-2008                        | MTN                              | Barloworld                       | Neotel                               |                                  |
| 2008-2009                        | Barloworld-Bianchi               | MTN                              | Rapha-Condor                         |                                  |
| 2009-2010                        | MTN Energade                     | Bbox Bouygues Telecom            | Loborika                             |                                  |
| 2010-2011                        | Pétrolier Algérie                | Europcar                         | Bonitas                              |                                  |
| 2011-2012                        | MTN Qhubeka                      | Pétrolier Algérie                | Europcar                             |                                  |
| 2012-2013                        | MTN Qhubeka                      | Velo Club Sovac                  | Europcar                             |                                  |
| 2013-2014                        | MTN Qhubeka                      | G.S. Pétrolier Algérie           | Bike AID-Ride for help               |                                  |
| 2015                             | Sky Dive Dubai                   | Pétrolier Algérie                | MTN Qhubeka                          |                                  |
| 2016                             | Al Nasr-Dubai                    | Sharjah Team                     | SkyDive Dubai                        |                                  |
| 2017                             | Bike Aid                         | Dimension Data for Qhubeka       | Torku Sekerspor                      |                                  |
| 2018                             | Sovac-Natura4Ever                | Delko Marseille Provence KTM     | Groupement Sportif Pétrolier Algérie |                                  |
| 2019                             | ProTouch                         | Sovac                            | Benediction Excel Energy             |                                  |
| 2020                             | ProTouch                         | SKOL Adrien Cycling Academy      | Benediction Ignite XL                |                                  |
| 2021                             | ProTouch                         | SKOL Adrien Cycling Academy      | Sidi Ali-Kinetik Sports              |                                  |
| 2022                             | ProTouch                         | Benediction Ignite               | Sidi Ali-Unlock                      |                                  |
| 2023                             | Sidi Ali-Unlock                  | May Stars                        | BAI-Sicasal-Petro de Luanda          |                                  |
| 2024                             | Madar Pro Cycling Team           | Java-Inovotec Pro Team           | May Stars                            |                                  |
| 2025                             | Bandera de ?                     | Bandera de ?                     | Bandera de ?                         |                                  |

### Países
| Palmarés países UCI Africa Tour | Palmarés países UCI Africa Tour | Palmarés países UCI Africa Tour | Palmarés países UCI Africa Tour | Palmarés países UCI Africa Tour |
| Edición                         | Ganador                         | Segundo                         | Tercero                         |                                 |
| ------------------------------- | ------------------------------- | ------------------------------- | ------------------------------- | ------------------------------- |
| 2005                            | Sudáfrica (no entregado)        | Burkina Faso (no entregado)     | Namibia (no entregado)          |                                 |
| 2005-2006                       | Sudáfrica (no entregado)        | Burkina Faso (no entregado)     | Egipto · (no entregado)         |                                 |
| 2006-2007                       | Sudáfrica ( Sudáfrica)          | Túnez ( Túnez)                  | Libia ( Libia)                  |                                 |
| 2007-2008                       | Sudáfrica ( Sudáfrica)          | Túnez ( Argelia)                | Argelia ( Túnez)                |                                 |
| 2008-2009                       | Sudáfrica ( Sudáfrica)          | Túnez ( Eritrea)                | Argelia ( Libia)                |                                 |
| 2009-2010                       | Marruecos ( Eritrea)            | Sudáfrica ( Sudáfrica)          | Eritrea ( Túnez)                |                                 |
| 2010-2011                       | Marruecos ( Sudáfrica)          | Eritrea ( Argelia)              | Sudáfrica ( Eritrea)            |                                 |
| 2011-2012                       | Marruecos ( Eritrea)            | Sudáfrica ( Marruecos)          | Eritrea ( Argelia)              |                                 |
| 2012-2013                       | Marruecos ( Eritrea)            | Eritrea ( Marruecos)            | Argelia ( Etiopía)              |                                 |
| 2013-2014                       | Marruecos ( Eritrea)            | Eritrea ( Ruanda)               | Argelia ( Marruecos)            |                                 |
| 2015                            | Marruecos ( Argelia)            | Argelia ( Ruanda)               | Sudáfrica ( Eritrea)            |                                 |
| 2016                            | Eritrea ( Eritrea)              | Argelia ( Argelia)              | Marruecos ( Marruecos)          |                                 |
| 2017                            | Eritrea ( Eritrea)              | Sudáfrica ( Marruecos)          | Marruecos ( Ruanda)             |                                 |
| 2018                            | Eritrea ( Ruanda)               | Argelia ( Marruecos)            | Ruanda ( Argelia)               |                                 |
| 2019                            | Sudáfrica ( Eritrea)            | Eritrea ( Marruecos)            | Argelia ( Ruanda)               |                                 |
| 2020                            | Sudáfrica ( Eritrea)            | Eritrea ( Sudáfrica)            | Namibia ( Mauricio)             |                                 |
| 2021                            | Sudáfrica ( Eritrea)            | Eritrea ( Sudáfrica)            | Argelia ( Namibia)              |                                 |
| 2022                            | Eritrea ( Eritrea)              | Sudáfrica ( Argelia)            | Argelia ( Marruecos)            |                                 |
| 2023                            | Eritrea ( Eritrea)              | Marruecos ( Ruanda)             | Argelia ( Argelia)              |                                 |
| 2024                            | Eritrea ( Sudáfrica)            | Sudáfrica ( Eritrea)            | Mauricio ( Argelia)             |                                 |
| 2025                            | ()                              | ()                              | ()                              |                                 |

## Carreras
| Carrera                                                               | País            | Categoría UCI |
| --------------------------------------------------------------------- | --------------- | ------------- |
| Circuito de Argel                                                     | Argelia         | 1.2           |
| Tour de Argelia                                                       | Argelia         | 2.2           |
| Critérium Internacional de Blida                                      | Argelia         | 1.2           |
| Tour de Blida                                                         | Argelia         | 2.2           |
| Tour de Tipaza                                                        | Argelia         | 2.2           |
| Critérium Internacional de Argel                                      | Argelia         | 1.2           |
| Tour de Oranie                                                        | Argelia         | 2.2           |
| Gran Premio de Oran                                                   | Argelia         | 1.2           |
| Tour de Setif                                                         | Argelia         | 2.2           |
| Critérium Internacional de Setif                                      | Argelia         | 1.2           |
| Tour de Annaba                                                        | Argelia         | 2.2           |
| Tour de Constantino                                                   | Argelia         | 2.2           |
| Critérium Internacional de Constantino                                | Argelia         | 1.2           |
| Trofeo Castel I                                                       | Burkina Faso    | 2.2           |
| Tour du Faso                                                          | Burkina Faso    | 2.2           |
| Vuelta de Coton                                                       | Burkina Faso    | 2.2           |
| Gran Premio de Chantal Biya                                           | Camerún         | 2.2           |
| Tour de Camerún                                                       | Camerún         | 2.2           |
| Tour Ivoirien de la Paix/Tour de la Reconciliación de Costa de Marfil | Costa de Marfil | 2.2           |
| Trofeo Castel III                                                     | Costa de Marfil | 2.2           |
| Tour de Egipto                                                        | Egipto          | 2.2           |
| Gran Premio de Sharm el-Sheikh                                        | Egipto          | 1.2           |
| Tour de Eritrea                                                       | Eritrea         | 2.2           |
| Fenkel Northern Redsea                                                | Eritrea         | 2.2           |
| Circuito de Asmara                                                    | Eritrea         | 1.2           |
| Tour de Etiopía                                                       | Etiopía         | 2.2           |
| Trofeo Castel II                                                      | Gabón           | 2.2           |
| Tropicale Amissa Bongo                                                | Gabón           | 2.2/2.1       |
| Challenge de Djebel Lakhdar                                           | Libia           | 1.2           |
| Cup of Water Tank (4 carreras independientes)                         | Libia           | 1.2           |
| Gran Premio de Al Fatah                                               | Libia           | 1.2           |
| Vuelta a Libia                                                        | Libia           | 2.2           |
| Tour de Malí                                                          | Mali            | 2.2           |
| Challenge du Prince-Trophée Princier                                  | Marruecos       | 1.2           |
| Challenge du Prince-Trophée de l'Anniversaire                         | Marruecos       | 1.2           |
| Challenge du Prince-Trophée de la Maison Royale                       | Marruecos       | 1.2           |

| Carrera                                                                                               | País      | Categoría UCI |
| --- | --------- | ------------- |
| Les challenges Marche Verte-G. P. Sakia El Hamra                                                      | Marruecos | 1.2           |
| Les challenges Marche Verte-G. P. Oued Eddahab                                                        | Marruecos | 1.2           |
| Les challenges Marche Verte-G. P. Al Massira                                                          | Marruecos | 1.2           |
| Les challenges Phosphatiers I-Challenge Khouribga/Les challenges Phosphatiers-Challenge Khouribga     | Marruecos | 1.2           |
| Les challenges Phosphatiers II-Challenge Youssoufia/Les challenges Phosphatiers-Challenge Youssoufia  | Marruecos | 1.2           |
| Les challenges Phosphatiers III-Challenge Ben Guérir/Les challenges Phosphatiers-Challenge Ben Guérir | Marruecos | 1.2           |
| Vuelta a Marruecos                                                                                    | Marruecos | 2.2           |
| Kwita Izina Tour                                                                                      | Ruanda    | 2.2           |
| Tour de Ruanda                                                                                        | Ruanda    | 2.2           |
| Tour de Senegal                                                                                       | Senegal   | 2.2           |
| World's View Challenge (5 carreras independientes)                                                    | Sudáfrica | 1.1           |
| Tour de Sudáfrica                                                                                     | Sudáfrica | 2.2           |
| Giro del Capo/Giro del Capo Challenge                                                                 | Sudáfrica | 2.2/1.2       |
| Mzansi Tour                                                                                           | Sudáfrica | 2.2           |
| Intaka Tech Worlds View (5 carreras independientes)                                                   | Sudáfrica | 1.1           |
| Pick n Pay Amashovashova National Classic                                                             | Sudáfrica | 1.2           |
| Tour de Cycle4Madiba                                                                                  | Sudáfrica | 2.2           |
| Clásica de Cycle4Madiba                                                                               | Sudáfrica | 1.2           |
| Gran Premio de la Villa de Tunis                                                                      | Túnez     | 1.2           |
| Gran Premio del Banco del Habitat                                                                     | Túnez     | 1.2           |
| Tour de la Farmacia Central de Túnez                                                                  | Túnez     | 2.2           |
| Tour des Aéroports                                                                                    | Túnez     | 2.2           |
| Vuelta a Túnez                                                                                        | Túnez     | 2.2           |
| Campeonatos Africanos de Ciclismo                                                                     | Varios    | CC            |

- En rosa carreras que no se encuentran en el UCI Africa Tour en la temporada 2015.

## Equipos
4 equipos pertenecen y otros 4 han pertenecido al UCI Africa Tour. Entre ellos destaca el más veterano de estos circuitos, el MTN, que es el único equipo africano capaz de haber ganado dos veces la clasificación por equipos (y en otra ser subcampeón) y de tener al corredor ganador (y en esa misma tener al subcampeón) de la clasificación individual del UCI Africa Tour en alguna de sus ediciones y que además en 2013 ascendió a la categoría Profesional Continental. Estos han sido los equipos a lo largo de la historia:
| Equipo                                                             | País      | Años      |
| ------------------------------------------------------------------ | --------- | --------- |
| Team Exel                                                          | Sudáfrica | 2005      |
| Team Konica Minolta / Team Konica Minolta/Bizhub                   | Sudáfrica | 2005-2009 |
| House of Paint                                                     | Sudáfrica | 2008-2009 |
| Team Neotel                                                        | Sudáfrica | 2008-2009 |
| Team MTN/MTN Cycling/MTN Energade/MTN Qhubeka                      | Sudáfrica | 2008-2013 |
| Groupement Sportif Pétrolier Algérie                               | Argelia   | 2011-2013 |
| Team Bonitas                                                       | Sudáfrica | 2011-2012 |
| Ville d´Alger-Ain Banian/Geofco Ville de Alger/Miche-Ville d'Alger | Argelia   | 2011-2013 |
| Marco Polo Cycling Team                                            | Etiopía   | 2012      |
| Olympique Team Algerie/Olympique Team Algerie Tours Agglo 37       | Argelia   | 2012-2013 |
| Vélo Club Sovac Algerie/Vélo Club Sovac                            | Argelia   | 2012-2013 |

- En negrita los equipos en activo en la temporada 2012-2013.

Debido a esa falta de equipos la mayoría de conjuntos africanos que disputan carreras son selecciones nacionales de dicho continente.